# 1957 en Inde
Chronologie de l'Inde
- 1953
- 1954
- 1955
- 1956
- 1957
- 1958
- 1959
- 1960
- 1961

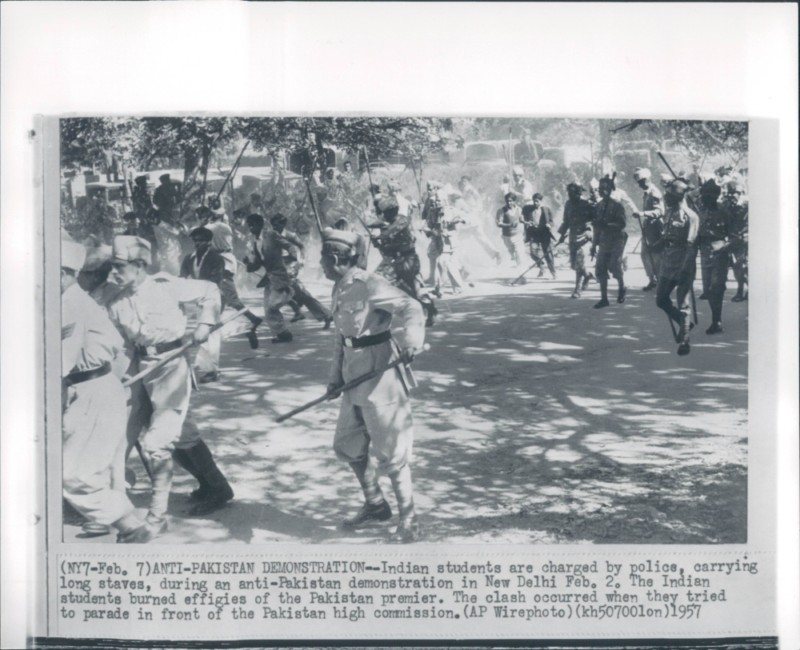
Affrontement entre des étudiants et la police dans le cadre du mouvement anti-Pakistan (7 février).

Cette page concerne les évènements survenus en 1957 en Inde  :

## Évènement
- 26 janvier : Entrée en vigueur de la Constitution de l'État du Jammu-et-Cachemire (en).
- 24 février-14 mars : Élections législatives
- 28 février - 11 mars : Élections législatives au Kerala
- juillet-septembre : Émeutes de Ramnad

## Cinéma
- 4e cérémonie des Filmfare Awards
- 4e cérémonie des National Film Awards (en)

Sortie de film
- Assoiffé
- Gotoma the Buddha
- Mother India (1er film au box-office pour l'année 1957)
- Naya Daur (en)
- Le Voyage des trois mers

## Sport
- Balbir Singh, est le premier  joueur de hockey sur gazon à obtenir la médaille Padma Shri.

## Création
- Direction du renseignement sur les recettes (en)
- École de pilotes d'essai de l'Indian Air Force (en)
- Indian Literature (journal) (en)

## Dissolution
- État de Kutlehar (en)

## Naissance
- Dennis Joseph (en), scénariste et réalisateur.
- Deepti Naval (en), actrice.
- Jackie Shroff, acteur.
- Thomas Zacharia (en), scientifique des ordinateurs.

## Décès
- Alagappa Chettiar (en), homme d'affaires et philanthrope.
- N. S. Krishnan (en), acteur et chanteur.
- Hussain Ahmed Madani, érudit islamique.